# Jagdsaison (Film)
Jagdsaison ist eine deutsche Filmkomödie von Aron Lehmann aus dem Jahr 2022.

## Handlung
Eva wurde von ihrem Mann für die schöne und erfolgreiche Bella verlassen. „Die Neue“ lässt keine Gelegenheit aus, sich bei Evas kleiner Tochter beliebt zu machen, und versteht sich auch noch prächtig mit Evas bester Freundin Marlene.

## Hintergrund
Der Film ist die deutsche Neuverfilmung von „Jagtsæson“ (2019), einer dänischen Komödie mit Mille Dinesen, Lærke Winther und Stephania Potalivo in den Hauptrollen.
Gedreht wurde vom 17. März 2021 bis zum 29. April 2021 . Die Premiere fand am 27. Juni 2022 auf dem Filmfest München statt. Der Kinostart in Deutschland war am 18. August 2022.

## Kritiken
„Thomass’ Dialogwitz klingt aller Übertreibung zum Trotz immer authentisch, und in Sachen Spielfreude stehen ihr die beiden Kolleginnen in nichts nach. Das Ergebnis ist ein herrlich komischer Film mit großartigem Soundtrack und Pop-Anspielungen, der sich mehr für Slapstick als Subtilität interessiert und dabei so viele zündende Gags auffährt, wie man sie im deutschen Kino sonst das ganze Jahr nicht erlebt.“